# 阿布·尼達爾
阿布·尼達爾（阿拉伯语：أبو نضال，1937年5月—2002年8月16日），本名為薩布里·哈里勒·阿爾班納 (Sabri Khalil al-Banna;)，是巴勒斯坦解放組織法塔赫革命委员会派系（Fatah – The Revolutionary Council;）的一個知名巴勒斯坦好战分子分派阿布·尼达尔组织 (ANO)的創建者。出生於巴勒斯坦，1960年代開始以殘酷手段執行暗殺、爆破與劫機，它的力量於1970年代和1980年代達至高峰，广泛被认为是巴勒斯坦 最冷酷的武装组织，長期被視為恐怖主義者。
1970年代末期，他執意的武力暗殺手段讓他與巴解分道揚鑣，並在之後陸續策劃死亡達數百人以上的劫機與暗殺，其中最引人矚目的是發生於1985年12月的羅馬與維也納機場劫機事件。之後，他就受到西方世界的通緝，2002年，流亡的他遭槍擊逝世於伊拉克巴格達。
西方媒體多認為阿布·尼達爾的行動並非為巴勒斯坦人的自發行動，而是純粹是為本身利益。BBC知名新聞評論家哈迪稱他為「最終都只是一個唯利是圖的殺手」。